# Pedró i creu de terme (Camós)
El Pedró i creu de terme és una obra de Camós (Pla de l'Estany) inclosa a l'Inventari del Patrimoni Arquitectònic de Catalunya.

## Descripció
Monòlit de pedra que presenta tres parts. La part inferior és formada per un senzill basament i un fust vuitavat. A sobre descansa un capitell volat, també vuitavat, que fa d'element de separació amb la part superior. El segon tram és format per un altre fust igual a l'anterior però de menor dimensió.
L'element és rematat a la part superior per un tronc de piràmide, de planta rectangular i elements cisellats, sobre el qual descansa una creu de ferro amb figures humanes a la seva base.